# Germany Township (comté d'Adams, Pennsylvanie)
Germany Township est un township américain situé dans le comté d'Adams en Pennsylvanie. Selon le recensement de 2010, la ville compte 2 700 habitants.